# Dawn (Pokémon)
Dawn (Japans: Hikari) is een personage uit de animatieserie Pokémon. Ze is bevriend met de hoofdrolspeler Ash en trekt met Ash en Brock op in Pokémon: Diamond & Pearl. Dawns starter-Pokémon is een Piplup.

## Biografie en verhaal
Dawn is een 10-jarig meisje uit Twinleaf Town dat gek is op haar moeder en haar Pokémon. Dawn werd vrienden met Ash en Brock nadat ze Pikachu had geholpen zijn trainer, Ash, terug te vinden. Haar droom is om in haar moeders voetsporen te treden en het Sinnoh Grand Festival te winnen. Ze kijkt zelden terug naar haar fouten en is, net als Ash, vastberaden om haar droom te laten uitkomen.
Nadat Ash had verloren in de Sinnoh-League, reisden ze niet meer samen.
Toen ging Ash meedoen aan de Unova-League, en toen hij aankwam in het Oostelijke gedeelte van Unova, kwam hij Dawn weer tegen.
Nu reizen Ash, Iris, Cilan en Dawn samen.

## Pokémon

### Pokémon bij de hand
- Piplup
- Buneary
- Pachirisu
- Quilava
- Mamoswine
- Togekiss

### Pokémon die ze had
- Aipom: Geëvolueerd naar Ambipom
- Buizel: Geruild met Ash voor Aipom
- Swinub: Geëvolueerd naar Piloswine
- Piloswine: Geëvolueerd naar Mamoswine
- Ambipom: Achtergelaten bij het pingpong-toernooi
- Cyndaquil: Geëvolueerd naar Quilava

## Stemacteurs
| Nederlandse stemacteur | Japanse stemacteur | Engelse stemacteur |
| ---------------------- | ------------------ | ------------------ |
| Meghna Kumar           | Megumi Toyoguchi   | Emily Bauer        |

## Queeste
Dawns grootste wens is de beste coördinator te worden, maar dat is niet zo makkelijk als ze oorspronkelijk dacht. Ze kon nauwelijks het lab van professor Rowan vinden, om haar eerste Pokémon op te halen. Dawn weet uiteindelijk toch een pokémon te krijgen; een Piplup. Ze ondervindt dat Piplup een beestje is dat soms wat eigenwijs kan zijn. Tijdens haar reizen met Ash en Brock krijgt Dawn ook een paar grote concurrenten, de coördinator Zoey, Kenny, Nando en de eerdere reisgenote van Ash en Brock: May.

## Prijzen
Dawn wint het Floaroma-lint en het Aqua-lint van de Wallace Cup. Ook heeft ze het Celestic-lint en een Chocovine-lint gewonnen. Ook heeft ze meegedaan aan de wedstrijd in Akebi Town, een locatie die alleen in de anime verschijnt. Daar heeft ze gewonnen van Ursula, die sowieso al een hekel aan Dawn had omdat Dawn de Wallace Cup heeft gewonnen. Ook is Dawn samen met Conway tweede geworden in de Hearthome City Tag Battle-competitie.